# Pugilato ai Giochi della XXXI Olimpiade
I tornei olimpici di pugilato ai Giochi della XXXI Olimpiade si svolsero tra il 6 e il 21 agosto 2016 al Pavilion 6 del Riocentro. Il programma prevedeva 13 eventi con tre eventi di boxe femminile.

## Categorie
In questa edizione venne confermato il programma di Londra 2012 con la riduzione da 11 a 10 delle categorie maschili, escludendo i pesi piuma, con l'aggiunta delle tre categorie di peso femminili.
Gli uomini si sono sfidati nelle seguenti dieci categorie:
- Pesi mosca leggeri (49 kg)
- Pesi mosca (52 kg)
- Pesi gallo (56 kg)
- Pesi leggeri (60 kg)
- Pesi superleggeri (64 kg)
- Pesi welter (69 kg)
- Pesi medi (75 kg)
- Pesi mediomassimi (81 kg)
- Pesi massimi (91 kg)
- Pesi supermassimi (+91 kg)

Le donne nelle seguenti tre categorie:
- Pesi mosca (51 kg)
- Pesi leggeri (60 kg)
- Pesi medi (75 kg)

## Qualificazioni
Ogni Comitato olimpico nazionale ha avuto diritto a iscrivere un atleta per ogni categoria. Sei posti sono stati riservati al Paese organizzatore (5 maschili e 1 femminile), mentre i posti rimanenti sono stati riservati a inviti della Commissione Inviti Tripartita. Per ogni atleta del Paese organizzatore che si è qualificato attraverso i Campionati Mondiali AIBA, il Paese organizzatore ha perso uno dei posti ad esso riservati di diritto. Ogni continente ha avuto diritto ad un determinato numero di atleti, qualificati attraverso i Mondiali e alcuni tornei di qualificazione continentali.

## Calendario
In quasi tutti i giorni di competizione sono state previste due sessioni, una pomeridiana (P) con inizio alle 16:00 (ora italiana), e una serale (S) con inizio alle 22:00 (ora italiana). Dal 17 agosto le competizioni si sono svolte in sezione unica serale (S) alle ore 19:00 (ora italiana).
| P | Turni Preliminari | ¼ | Quarti di Finale | ½ | Semifinali | F | Finali |

| Data →          | Sab 6 | Sab 6 | Dom 7 | Dom 7 | Lun 8 | Lun 8 | Mar 9 | Mar 9 | Mer 10 | Mer 10 | Gio 11 | Gio 11 | Ven 12 | Ven 12 | Sab 13 | Sab 13 | Dom 14 | Dom 14 | Lun 15 | Lun 15 | Mar 16 | Mar 16 | Mer 17 | Gio 18 | Ven 19 | Sab 20 | Dom 21 |
| Evento ↓        | P     | S     | P     | S     | P     | S     | P     | S     | P      | S      | P      | S      | P      | S      | P      | S      | P      | S      | P      | S      | P      | S      | S      | S      | S      | S      | S      |
| --------------- | ----- | ----- | ----- | ----- | ----- | ----- | ----- | ----- | ------ | ------ | ------ | ------ | ------ | ------ | ------ | ------ | ------ | ------ | ------ | ------ | ------ | ------ | ------ | ------ | ------ | ------ | ------ |
| Mosca leggeri U | P     | P     |       |       | P     |       |       |       | ¼      | ¼      |        |        | ½      |        |        |        | F      |        |        |        |        |        |        |        |        |        |        |
| Mosca U         |       |       |       |       |       |       |       |       |        |        |        |        |        |        | P      | P      |        |        | P      | P      |        |        | ¼      |        | ½      |        | F      |
| Gallo U         |       |       |       |       |       |       |       |       | P      | P      | P      | P      |        |        |        |        | P      | P      |        |        | ¼      | ¼      |        | ½      |        | F      |        |
| Leggeri U       | P     | P     | P     | P     |       |       | P     | P     |        |        |        |        | ¼      | ¼      |        |        | ½      | ½      |        |        |        | F      |        |        |        |        |        |
| Superleggeri U  |       |       |       |       |       |       |       |       | P      | P      | P      | P      |        |        |        |        | P      | P      |        |        | ¼      | ¼      |        |        | ½      |        | F      |
| Welter U        |       |       | P     | P     | P     | P     |       |       |        |        | P      | P      |        |        | ¼      | ¼      |        |        | ½      | ½      |        |        | F      |        |        |        |        |
| Medi U          |       |       |       |       | P     | P     | P     | P     |        |        |        |        | P      | P      |        |        |        |        | P      | P      |        |        |        | ½      |        | F      |        |
| Mediomassimi U  | P     | P     | P     | P     |       |       |       |       | P      | P      | P      | P      |        |        |        |        | ¼      | ¼      |        |        | ½      | ½      |        | F      |        |        |        |
| Massimi U       | P     | P     |       |       | P     |       |       |       | ¼      | ¼      |        |        |        |        | ½      | ½      |        |        |        | F      |        |        |        |        |        |        |        |
| Supermassimi U  |       |       |       |       |       |       | P     | P     |        |        |        |        |        |        | P      | P      |        |        |        |        | ¼      | ¼      |        |        | ½      |        | F      |
| Mosca F         |       |       |       |       |       |       |       |       |        |        |        |        | P      | P      |        |        |        |        |        |        | ¼      | ¼      |        | ½      |        | F      |        |
| Leggeri F       |       |       |       |       |       |       |       |       |        |        |        |        | P      | P      |        |        |        |        | ¼      | ¼      |        |        | ½      |        | F      |        |        |
| Medi F          |       |       |       |       |       |       |       |       |        |        |        |        |        |        |        |        | P      | P      |        |        |        |        | ¼      |        | ½      |        | F      |

## Podi

### Uomini
| Evento                   | Oro                    | Argento              | Bronzo                                   |
| Mosca leggeri (dettagli) | Hasanboy Dusmatov      | Yuberjen Martínez    | Joahnys Argilagos Nico Hernández         |
| Mosca (dettagli)         | Shahobiddin Zoirov     | Michail Alojan       | Yoel Finol Hu Jianguan                   |
| Gallo (dettagli)         | Robeisy Ramírez        | Shakur Stevenson     | Vladimir Nikitin Murodjon Ahmadaliyev    |
| Leggeri (dettagli)       | Robson Conceição       | Sofiane Oumiha       | Lázaro ÁlvarezDorjnyambuugiin Otgondalai |
| Superleggeri (dettagli)  | Fazliddin G'oibnazarov | Lorenzo Sotomayor    | Vitaly Dunaytsev Artem Harutiunian       |
| Welter (dettagli)        | Danijar Eleusinov      | Shahram Giyasov      | Mohammed Rabii Souleymane Cissokho       |
| Medi (dettagli)          | Arlen López            | Bektemir Melikuziev  | Kamran Şahsuvarlı Misael Rodríguez       |
| Mediomassimi (dettagli)  | Julio César la Cruz    | Ädilbek Nïyazımbetov | Mathieu Bauderlique Joshua Buatsi        |
| Massimi (dettagli)       | Evgenij Tiščenko       | Vasiliy Levit        | Rustam Tulaganov Erislandy Savón         |
| Supermassimi (dettagli)  | Tony Yoka              | Joseph Joyce         | Filip HrgovićIvan Dyčko                  |

### Donne
| Evento             | Oro              | Argento          | Bronzo                             |
| Mosca (dettagli)   | Nicola Adams     | Sarah Ourahmoune | Ren Cancan Ingrit Valencia         |
| Leggeri (dettagli) | Estelle Mossely  | Yin Junhua       | Mira Potkonen Anastasija Beljakova |
| Medi (dettagli)    | Claressa Shields | Nouchka Fontijn  | Dariga Shakimova Li Qian           |

## Medagliere
| Posizione | Paese         |    |    |    | Totale |
| --------- | ------------- | -- | -- | -- | ------ |
| 1         | Uzbekistan    | 3  | 2  | 2  | 7      |
| 2         | Cuba          | 3  | 0  | 3  | 6      |
| 3         | Francia       | 2  | 2  | 2  | 6      |
| 4         | Kazakistan    | 1  | 2  | 2  | 5      |
| 5         | Russia        | 1  | 1  | 3  | 5      |
| 6         | Gran Bretagna | 1  | 1  | 1  | 3      |
| 6         | Stati Uniti   | 1  | 1  | 1  | 3      |
| 8         | Brasile       | 1  | 0  | 0  | 1      |
| 9         | Cina          | 0  | 1  | 3  | 4      |
| 10        | Colombia      | 0  | 1  | 1  | 2      |
| 10        | Azerbaigian   | 0  | 1  | 1  | 2      |
| 12        | Paesi Bassi   | 0  | 1  | 0  | 1      |
| 13        | Mongolia      | 0  | 0  | 1  | 1      |
| 13        | Marocco       | 0  | 0  | 1  | 1      |
| 13        | Finlandia     | 0  | 0  | 1  | 1      |
| 13        | Messico       | 0  | 0  | 1  | 1      |
| 13        | Venezuela     | 0  | 0  | 1  | 1      |
| 13        | Germania      | 0  | 0  | 1  | 1      |
| 13        | Croazia       | 0  | 0  | 1  | 1      |
| Totale    | Totale        | 13 | 13 | 26 | 52     |